# Pseudatomoscelis flora
Pseudatomoscelis flora är en insektsart som först beskrevs av Van Duzee 1923.  Pseudatomoscelis flora ingår i släktet Pseudatomoscelis och familjen ängsskinnbaggar. Inga underarter finns listade i Catalogue of Life.